# Kleinsee
Kleinsee este un oraș din provincia Noord-Kaap, Africa de Sud.